# Straeten
Straeten ist ein Ortsteil der Gemeinde Heinsberg in Nordrhein-Westfalen im Regierungsbezirk Köln.

## Straßendorf
Straeten fällt in die schmale Zone von Straßendörfern an der unteren Rur, die von Sittard ostnordöstlich sich zuspitzend bis Mönchengladbach verläuft. Mit Straeten beginnt sogar eine ganze Zeile von Straßendörfern: Straeten, Scheifendahl, Aphoven, Lieck, Högden, Lümbach und Vinn. Hier rücken die Straßen, die meist in Geländefurchen liegen, die Häuser ein- oder zweizeilig zusammen, so dass das Dorf auf der einen Seite oder in der Mitte Straßendorf-Charakter hat, während auf der anderen Seite oder am Ende die Höfe weiter auseinander liegen.
So ist es auch mit Straeten, das sich in einer Länge von 3 km in einer S-Form längs eines alten Trockentales in einer teils einzeiligen, teils zweizeiligen Häuserreihe über die Hauptterrasse erstreckt.
In früherer Zeit war die Umgebung ein dichtes Wald- und Heidegebiet.

## Geschichte

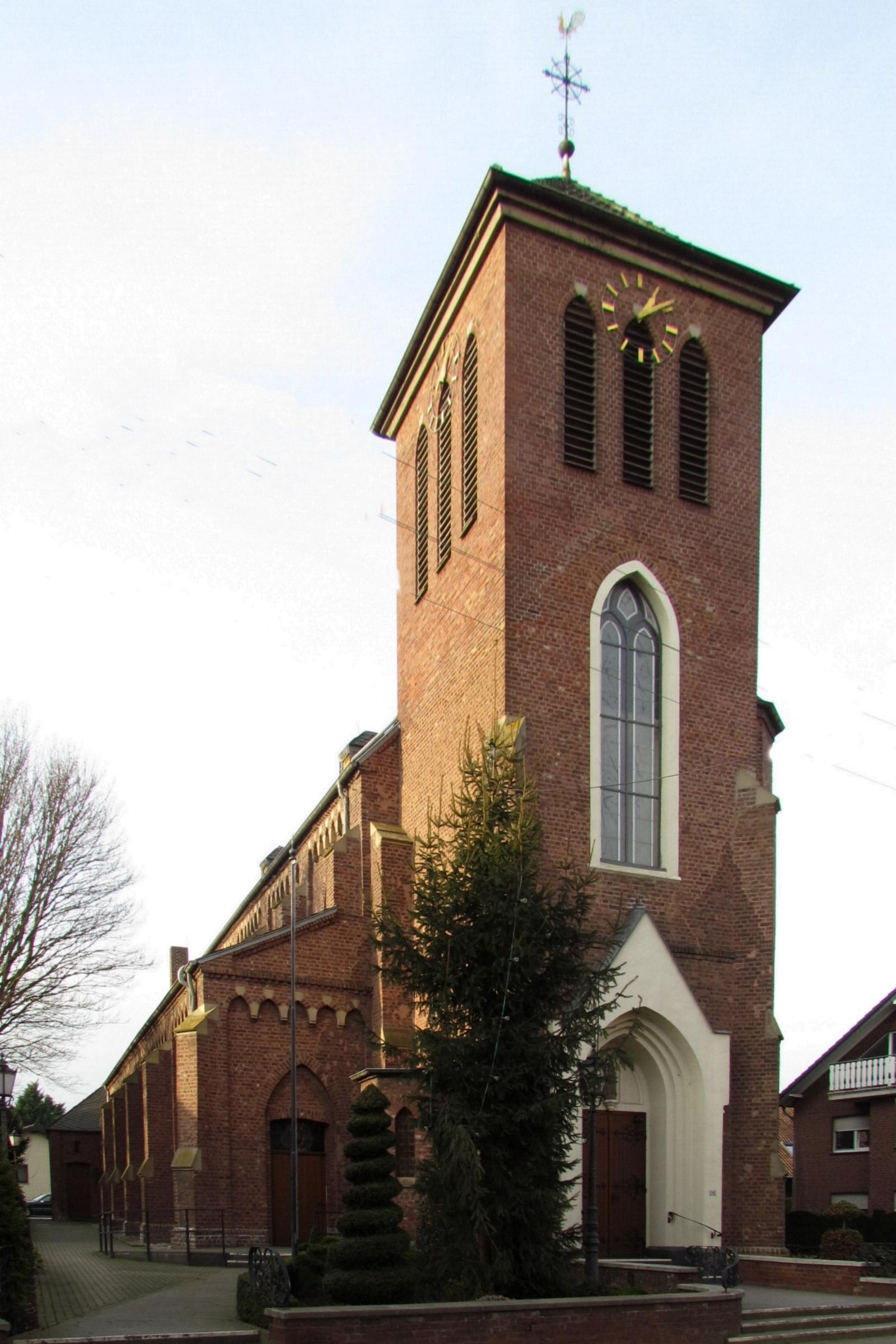
Kath. Kirche St. Mariä Rosenkranz in Straeten

Für eine zumindest gelegentliche Anwesenheit von Menschen in prähistorischer Zeit sprechen die Funde von Feuersteinbeilen in der Umgebung von Straeten. In römischer Zeit gab es ungefähr auf halbem Wege zwischen Straeten und Uetterath eine durch Streufunde in einem Geviert von rd. 200 m (u. a. Säulenstück und Scherben aus dem 2. und 3. Jahrhundert) belegte Ansiedlung. In Straeten selber wurde eine Sesterz des Kaisers Antonius II. Mark-Aurel und zwei römische Gefäße unbekannten Alters aufgefunden.
Hinsichtlich der Urbarmachung und Besiedlung des an der Römerstraße Aachen – Geilenkirchen – Roermond gelegenen Gebietes wird von einem Zeitrahmen zwischen 750 und 900 ausgegangen. In zwei Urkunden aus karolingischer Zeit (779) werden die Weiler uualdarit und uualdario aufgezählt, die im Bistum Lüttich gelegen sind. Ob es sich dabei um den Ort Waldenrath (Nachbarort von Straeten) handelt, steht bis heute noch nicht fest.
Für die Römerstraße Aachen – Roermond, die über Straeten – Hatterath geführt haben soll, spricht der Name Straeten, der von „strata“ = Straße abzuleiten ist. Der Oeker Weg an der Westseite des Dorfes erinnert noch daran. Ein Teil dieses Weges wird „et Stroetsche“ genannt – heute Römerstraße.
Der Name Straeten wird urkundlich 1409 erwähnt. In dieser Urkunde wird ein Goswin von der Straeten als Schöffe des Dingstockes Hagbank vor der Hagen bezeichnet. Das Gerichtsrecht lag bei den Herren von Heinsberg, das Schöffenamt war an gewisse Höfe gebunden. Einer von diesen Höfen war der Kapitels- oder Straetener Hof. Er war Eigentum der Heinsberger Herren, dann im Besitz des Stiftsdechanten Wilhelm von Blankenberg (1379–1382), später im Besitz des Eberhard von Elsum.
Die Geschichte des Kapitels- oder Straetener Hofes erlaubt einige Einblicke in die Zeit von 1500 bis 1900.

## Sehenswürdigkeiten

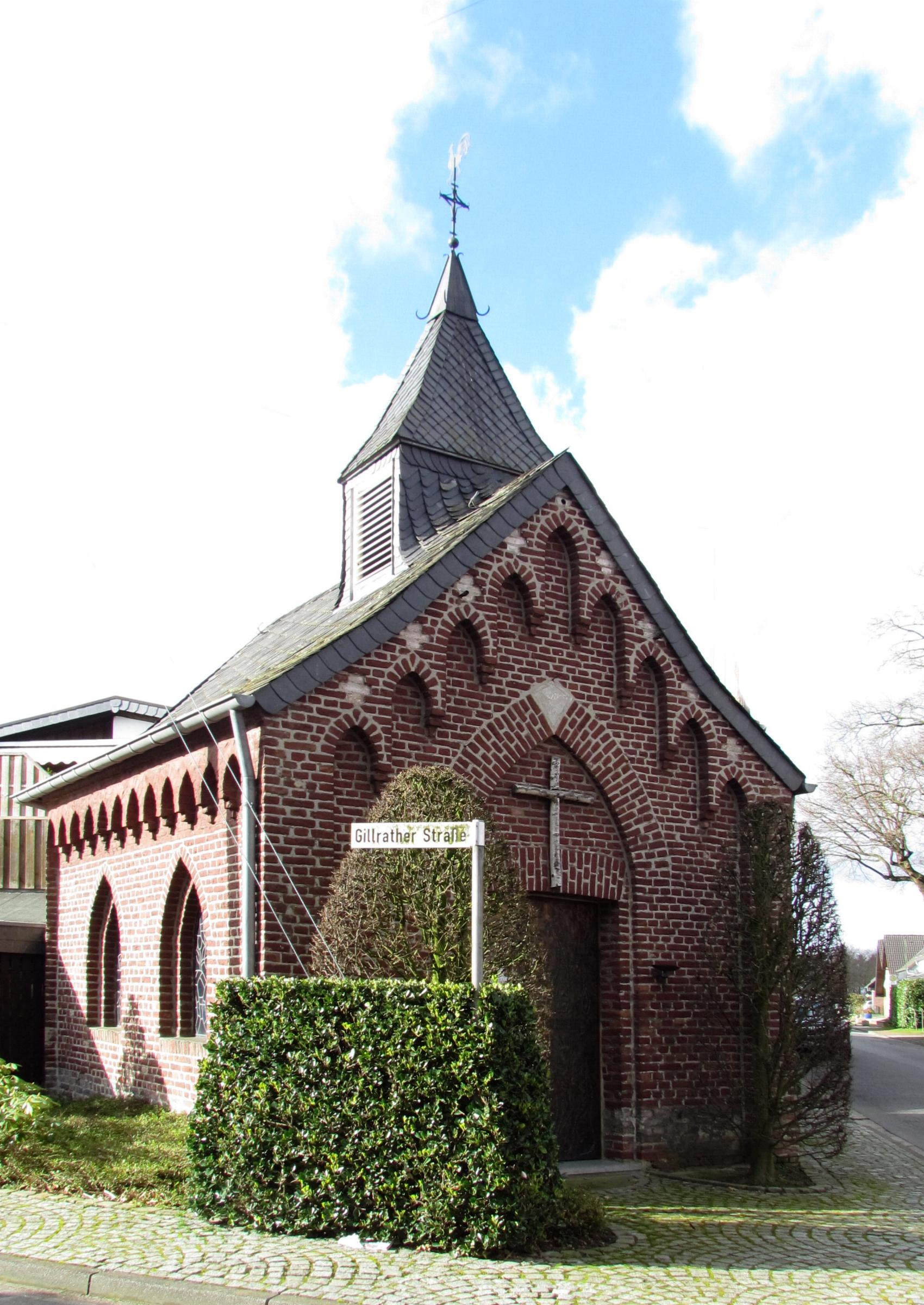
Muttergotteskapelle in Straeten

- Kath. Kirche St. Mariä Rosenkranz
- Muttergotteskapelle
- Marienkapelle

## Verkehr
Die AVV-Buslinien 410 und 472 der WestVerkehr verbinden Straeten wochentags mit Heinsberg, Geilenkirchen und Gangelt. Abends und am Wochenende kann der MultiBus angefordert werden.
| Linie | Verlauf |
| ----- | --- |
| 410   | (Oberbruch Schulzentrum – Unterbruch –) Heinsberg Busbf – Heinsberg AOK – (Schleiden – Uetterath – Rischden) / (Aphoven – Scheifendahl – Straeten – Waldenrath – Tripsrath – Hochheid) – (Bauchem – Geilenkirchen Schulzentrum – Bauchem –) Geilenkirchen Bf |
| 472   | Heinsberg Busbf – Schleiden / (Aphoven – Laffeld – Scheifendahl – Erpen) – Straeten – Waldenrath – Birgden (– Schierwaldenrath – Langbroich – Vinteln – Gangelt)                                                                                             |